# Julie Marano
Julie Marano, née le 16 juillet 1996 à Lons-le-Saunier, est une athlète française, guide en paratriathlon. Elle a commencé par la gymnastique et le judo, avant de découvrir le triathlon à l’âge de 10 ans au club de Besançon. 

## Carrière sportive
En 2019, après un parcours en STAPS, Julie décide de se concentrer sur ses études de kinésithérapeute et découvre le rôle de guide de para athlète. Elle rencontre Annouck Curzillat cette même année et elles commencent à travailler ensemble. 
En 2021, Annouck Curzillat participe aux Jeux paralympiques d'été de 2020 à Tokyo et remporte une médaille de bronze. Julie Marano qui a en parallèle finissait ses études était la guide remplaçante de cette dernière. 
En 2022, le binôme se reforme avec l’ambition d’aller briller aux Jeux paralympiques d'été de 2024,. Avec plus de 20 heures d’entraînement hebdomadaire qu’elle réalise chez elle à Échirolles près de Grenoble, des stages avec Annouck Curzillat qui s’entraine à Lyon et les compétitions partout dans le monde, Julie se consacre désormais pleinement à cet objectif.

## Carrière professionnelle
En décembre 2022, Julie Marano intègre la police nationale en tant que « réserviste opérationnelle ».

## Palmarès
| Année | Compétition                           | Épreuve              | Classement |
| ----- | ------------------------------------- | -------------------- | ---------- |
| 2021  | Championnats de France                | Paratriathlon        | 1re        |
| 2021  | Championnats d'Europe                 | Paratriathlon        | 1re        |
| 2022  | Championnats d'Europe                 | Paratriathlon        | 3e         |
| 2022  | World Paratriathlon Séries de Swansea | Paratriathlon        | 1re        |
| 2023  | Championnats d'Europe                 | Paratriathlon (PTVI) | 2e         |
| 2023  | Championnats du monde                 | Paratriathlon (PTVI) | 3e         |